# Guitar Wolf
Guitar Wolf (яп. ギターウルフ) (с англ. — «Гитарный волк») — японское гараж-панк-трио, основанное в Токио в 1987 году. Они придумали фразу «jet rock 'n' roll», которую используют для описания своего музыкального стиля. Группа подписала контракт с подразделением Sony Music Japan Kioon Music.
Guitar Wolf выпустили тринадцать студийных альбомов по всему миру, а также концертный альбом, многочисленные синглы и ретроспективный сборник под названием Golden Black. Участники группы также снялись в двух научно-фантастических фильмах ужасов категории B: Дикий ноль и Sore Losers. Коллекция самых популярных видео и живых выступлений Guitar Wolf была собрана в ограниченный тираж DVD под названием Red Idol.
У группы есть собственная линия одежды под названием Jet, состоящая из курток, брюк, футболок и ремней. Мотоциклетная куртка Guitar Wolf, вариация 613 Perfecto motorcycle jacket под названием 613GW, производится компанией Schott NYC. В 2018 году вместе с известными японскими группами The Cro-Magnons, The Bawdies и Stompin' Riffraffs, Guitar Wolf были хедлайнерами Wings, Wheels, & Rock 'N' Roll, шоу, спонсируемого британским производителем мотоциклетных курток Lewis Leathers в честь открытия магазина в Токио. С тех пор они выпустили модель для Guitar Wolf, известную как 723 Memphis.

## Дискография
Смотри статью «Дискография Guitar Wolf» в англ. разделе.
- Wolf Rock! (1993)
- Kung Fu Ramone (1994)
- Run Wolf Run (1994)
- Missile Me! (1995)
- Planet of the Wolves  (1997)
- Jet Generation (1999)
- Rock'n'roll Etiquette (2000)
- UFO Romantics (2002)
- Loverock (2004)
- Dead Rock (2007)
- Mars Twist (2007)
- Spacebattleshiplove (2010)
- Beast Vibrator (2013)
- T-Rex from a Tiny Space Yojouhan (2016)
- Love & Jett (2019)